# El otro fútbol
El otro fútbol es una película documental de Argentina dirigida por Federico Peretti sobre su propio guion, y con la investigación de Fernando C. Prieto que se estrenó el 9 de agosto de 2012 en Buenos Aires.

## Sinopsis
La película requirió tres años de filmación a lo largo y ancho de la Argentina, en el que sus realizadores retrataron el espíritu amateur del fútbol del Ascenso. El hilo conductor del filme es la diferencia entre el fútbol de Ushuaia y La Quiaca, pero en el mismo se recorren todas las regiones del país, pasando por San Juan, La Rioja, Santa Fe, Resistencia, Corrientes, Tornquist, Bahía Blanca, Chilecito y Mar del Plata entre otros lugares. Es el primer trabajo cinematográfico realizado en Argentina que engloba a todo el fútbol de las categorías menores de la Asociación del Fútbol Argentino.

## Datos de interés
140 equipos fueron filmados para la realización del film, la mayoría de los cuales quedaron en la edición final del mismo. Se registraron cerca de 300 horas de material para conformar los 94 minutos que dura la obra. Durante 2012 el filme fue proyectado en la mayoría de los Espacios INCAA del país.

## Reparto
- Daniel Bazán Vera ... Él mismo
- Carlos Gabutti ... Él mismo
- Sebastián Crosta ... Él mismo
- Fernando Ramos ... Él mismo
- Diego Colombo ... Él mismo
- Miguel González ... Él mismo

## Comentarios
Para la crónica del portal especializado Escribiendo Cine, la película presenta varias miradas cinematográficas. Si bien es un documental, también es una road movie que recorre la Argentina de Ushuaia a La Quiaca mostrando las diferentes formas de vivir el fútbol. A través de varios años de investigación y filmaciones, Peretti logra una selección representativa de lo que es el ascenso argentino atravesando equipos tan dispares como el último River de Matías Almeyda o Pioneros, integrado por presos y policías de un penal de Campana, personas que vieron en el fútbol una manera de inclusión social y que, aunque parezca mentira, pueden llegar a ascender y jugar en las grandes ligas. Sin duda la historia más atrapante, pero que el director inteligentemente supo manejar para no restarle protagonismo al resto. Ideológicamente la visión del documental no está puesta en el fútbol como deporte sino en lo que éste moviliza a su alrededor. Por ese motivo continuamente la cámara se posará en la tribuna, el banco de suplentes, o se irá al vestuario mostrando al hincha o jugador por sobre el partido en sí mismo. Esta decisión de que mostrar y que mantener fuera del campo visual del espectador define cual es el verdadero sentido de una película sobre fútbol en el que el paradójicamente el fútbol está casi ausente.
El Suplemento Radar, del diario Página 12, comenta que las manos en los alambrados, las canciones, los bombos y las banderas, las puteadas de las tribunas, los rituales de las previas de norte a sur y de este a oeste: durante tres años, Federico Peretti recorrió el país, asistió a decenas de partidos y grabó más de trescientas horas para componer El otro fútbol, un documental que a través de una galería de estampas, retratos, escenarios y personajes, arma el mural apasionado del fútbol del Ascenso en la Argentina.
El diario Clarín en su crítica del día del estreno dice que Federico Peretti, que fatigó esa geografía durante años como reportero gráfico, nos entrega ahora un documental hecho de postales que, reunidas, dan cuenta de un territorio peculiar, densamente poblado, habitado por antihéroes que merecen nuestro cariño: a eso apunta El otro fútbol. A través de viñetas que hacen foco en detalles poco obvios, muchas veces graciosos, la película nos muestra desde polvorientos partidos en la altura de la Quiaca hasta partidos gélidos, cruzados por el viento, la lluvia o la nieve, en una cancha sintética en Ushuaia.